# Anthyllis coccinea
Anthyllis coccinea är en ärtväxtart som först beskrevs av Carl von Linné, och fick sitt nu gällande namn av Günther von Mannagetta und Lërchenau Beck. Anthyllis coccinea ingår i släktet getväpplingar, och familjen ärtväxter. Inga underarter finns listade i Catalogue of Life.